# Liefde op doorreis
Liefde op doorreis is het twaalfde Nederlandstalige album van de Nederlandse popgroep The Scene, uitgebracht in 2009. De cd werd opgenomen in Studio 150 te Amsterdam. Van de cd werden de twee nummers Mijn land en Nachttrein op single uitgebracht.

## Nummers
| 1.                 | Mijn land                         | Thé Lau                | 3:58 |
| 2.                 | Geluk                             | Thé Lau                | 3:50 |
| 3.                 | Nachttrein                        | Otto Cooymans, Thé Lau | 4:00 |
| 4.                 | Vrouw                             | Thé Lau                | 3:56 |
| 5.                 | Breek de ban                      | Thé Lau                | 3:41 |
| 6.                 | Atlanta                           | Thé Lau                | 3:29 |
| 7.                 | Vier seizoenen                    | Thé Lau                | 3:28 |
| 8.                 | Paradijs                          | Thé Lau                | 4:08 |
| 9.                 | Straat (straatgeluiden Oscar Lau) | Otto Cooymans, Thé Lau | 4:07 |
| 10.                | Leef                              | Thé Lau                | 4:07 |
| 11.                | Kind van de maan                  | Ton Dijkman, Thé Lau   | 3:56 |
| 12.                | Tijd                              | Thé Lau                | 2:22 |
| 13.                | Sterven op de planken             | Jan Savenberg          | 3:36 |
| Totale duur: 48:44 |                                   |                        |      |

## Muzikanten
De credits op de oorspronkelijke cd vermeldden:
- Emilie Blom van Assendelft - basgitaar, zang
- Jeroen Booij - percussie
- Otto Cooymans - keyboard, zang
- Ton Dijkman - percussie (nummers: 1 tot 12)
- Leendert Haaksma - gitaar (nummers: 1, 2, 5 tot 11)
- Thé Lau - zang, gitaar en keyboard
- Alan McLachlan – gitaar (bis)
- Eva van de Poll - Cello (nummers: 3, 5, 7)
- Sophie de Rijk - viool (nummers: 3, 5, 10)
- Claudia Valenzuela - viool (nummers: 3, 5)
- Alex Welsch - altviool (nummers: 3, 5)